# Đầm lầy toan

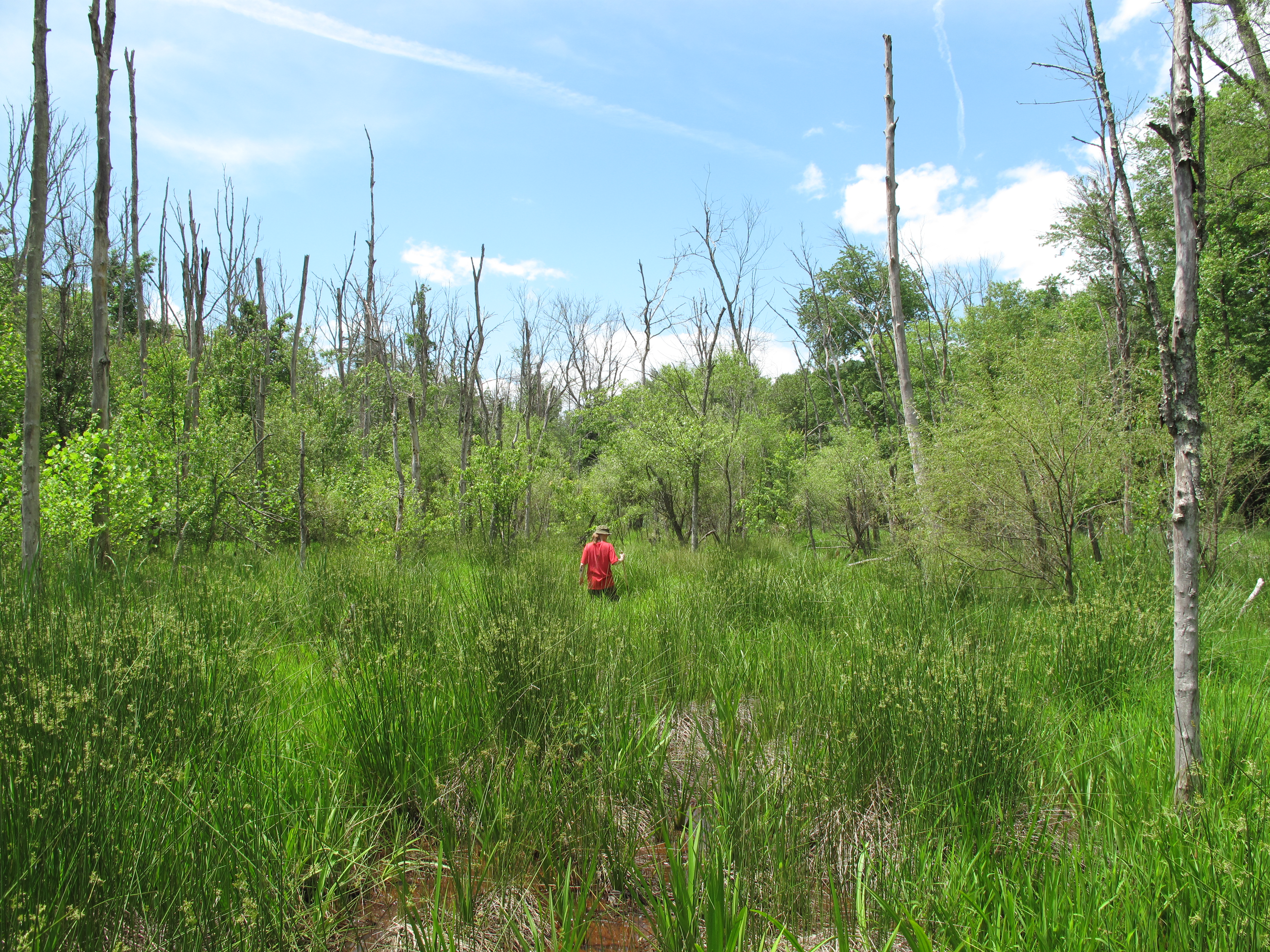
Một đầm lầy toan ở Mỹ

Đầm lầy toan hay đầm lầy chua là một vùng đất ngập nước tích lũy than bùn, một dạng trầm tích của vật liệu thực vật chết - thường là rêu, và trong phần lớn các trường hợp là rêu than bùn (Sphagnum spp.).
Nó là một trong bốn kiểu đất ngập nước chính. Nó cũng được phân loại như là một trong hai loại đầm lầy than bùn, với loại còn lại là đầm lầy kiềm/đầm lầy mặn. Đầm lầy toan thường được che phủ bởi các loài cây bụi trong họ Thạch nam (Ericaceae) cắm rễ trong lớp than bùn và rêu than bùn. Sự tích tụ dần dần của vật liệu thực vật chết trong đầm lầy toan có chức năng như là bể chứa cacbon.
Đầm lầy toan xuất hiện ở những nơi mà nước tại mặt đất có tính chua và nghèo dinh dưỡng. Trong một số trường hợp, nước nhận được hoàn toàn từ giáng thủy, trong trường hợp đó nó được gọi là đầm lầy vũ dưỡng (ombrotrophic bog). Nước thoát ra từ đầm lầy toan có màu nâu đặc trưng, do nó phát sinh từ các tanin hòa tan trong than bùn. Nói chung, độ phì nhiêu thấp và khí hậu lạnh dẫn tới sự phát triển tương đối thấp của thực vật, nhưng sự phân hủy thì còn chậm hơn do đất bão hòa vì thế mà than bùn được tích tụ. Nhiều khu vực đầm lầy toan rộng lớn có thể chứa than bùn dày tới vài mét.
Các đầm lầy toan có các tổ hợp động vật, nấm và thực vật đặc trưng khác biệt, và có tầm quan trọng cao đối với đa dạng sinh học, cụ thể là đối với những cảnh quan mà nếu khác đi là được định cư và gieo trồng.

## Phân bố và phạm vi

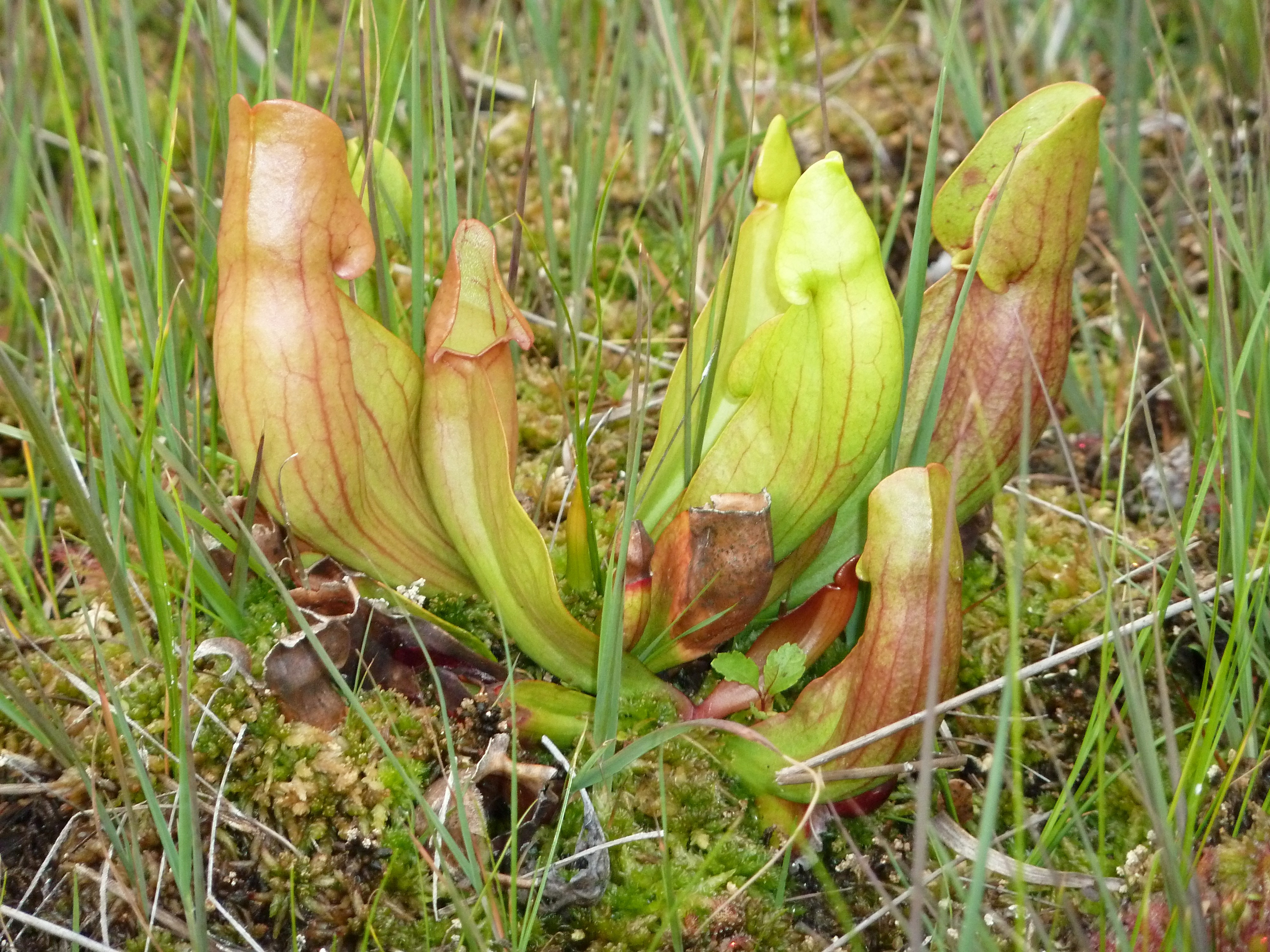
Thực vật ăn thịt, như Sarracenia purpurea ở duyên hải miền đông Bắc Mỹ, thường được tìm thấy trong các đầm lầy toan. Bắt giữ côn trùng để có nguồn cung cấp nitơ và phosphor, thường là rất khan hiếm trong những điều kiện như vậy.

Đầm lầy toan phân bố rộng trong điều kiện khí hậu ôn đới lạnh, chủ yếu trong các hệ sinh thái phương bắc ở Bắc bán cầu. Vùng đất ngập nước lớn nhất thế giới là các đầm lầy toan than bùn ở vùng bình nguyên Tây Siberia tại Nga, với diện tích trên 1.000.000 kilômét vuông (390.000 dặm vuông Anh). Các đầm lầy toan than bùn cũng có ở Bắc Mỹ, cụ thể là tại bình nguyên vịnh Hudson và bồn địa sông Mackenzie. Chúng ít phổ biến hơn tại Nam bán cầu, với đầm lầy toan lớn nhất là truông Magellan có diện tích khoảng 44.000 kilômét vuông (17.000 dặm vuông Anh). Các đầm lầy toan Sphagnum phổ biến rộng tại miền bắc châu Âu nhưng thường được dọn dẹp sạch và tiêu thoát nước để phục vụ mục đích nông nghiệp.

## Môi trường sống

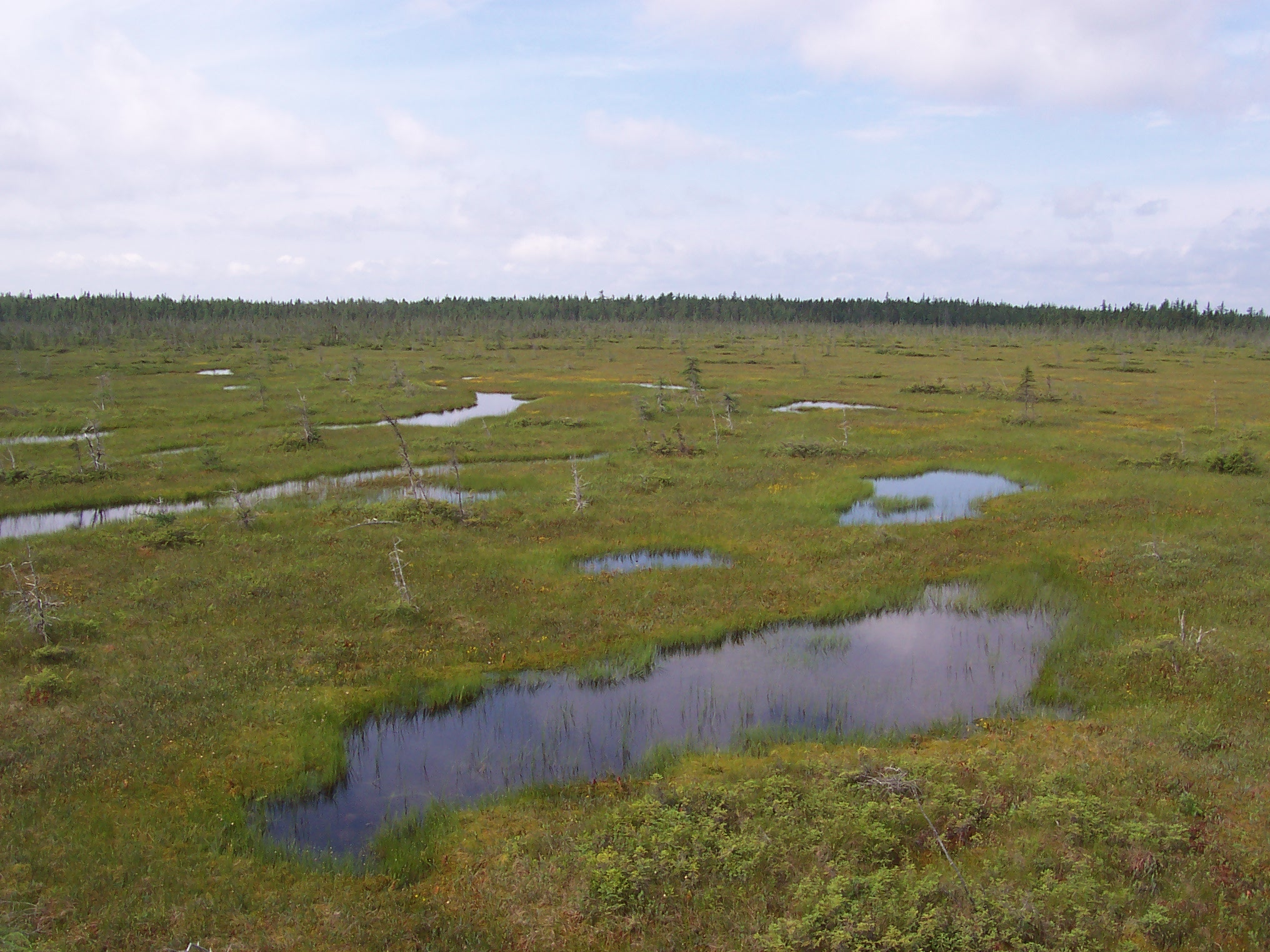
Đầm lầy toan Sphagnum tại Vườn quốc gia Frontenac, Quebec, Canada. Những cây vân sam (Picea) có thể nhìn thấy ở dải rừng phía xa.

Có nhiều loài động vật, nấm và thực vật chuyên biệt hóa cao gắn với môi trường sống đầm lầy toan. Phần lớn có khả năng chịu đựng được mức độ dinh dưỡng thấp và sự lầy lội cao.(chương 3) Sphagnum là phổ biến rộng, cùng với các cây bụi của họ Ericaceae. Các cây bụi này thường là thường xanh, được cho là để hỗ trợ bảo toàn các chất dinh dưỡng. Ở những nơi khô hơn, các cây gỗ thường xanh cũng có thể xuất hiện, trong trường hợp đó đầm lầy toan pha trộn và chuyển dần thành rừng thường xanh phương bắc bao quanh. Các loài cói là một trong những loài thân thảo phổ biến. Các loài thực vật ăn thịt như gọng vó (Drosera) và nắp ấm châu Mỹ (như Sarracenia purpurea) đã thích nghi với điều kiện nghèo dinh dưỡng bằng cách sử dụng động vật không xương sống làm nguồn dinh dưỡng. Các loài lan cũng thích nghi với các điều kiện này thông qua sử dụng nấm rễ để hút lấy dinh dưỡng.:88 Một số cây bụi như Myrica gale (thạch nam đầm lầy) có các nốt rễ để cố định nitơ, bằng cách đó có thêm nguồn cung cấp nitơ bổ sung.

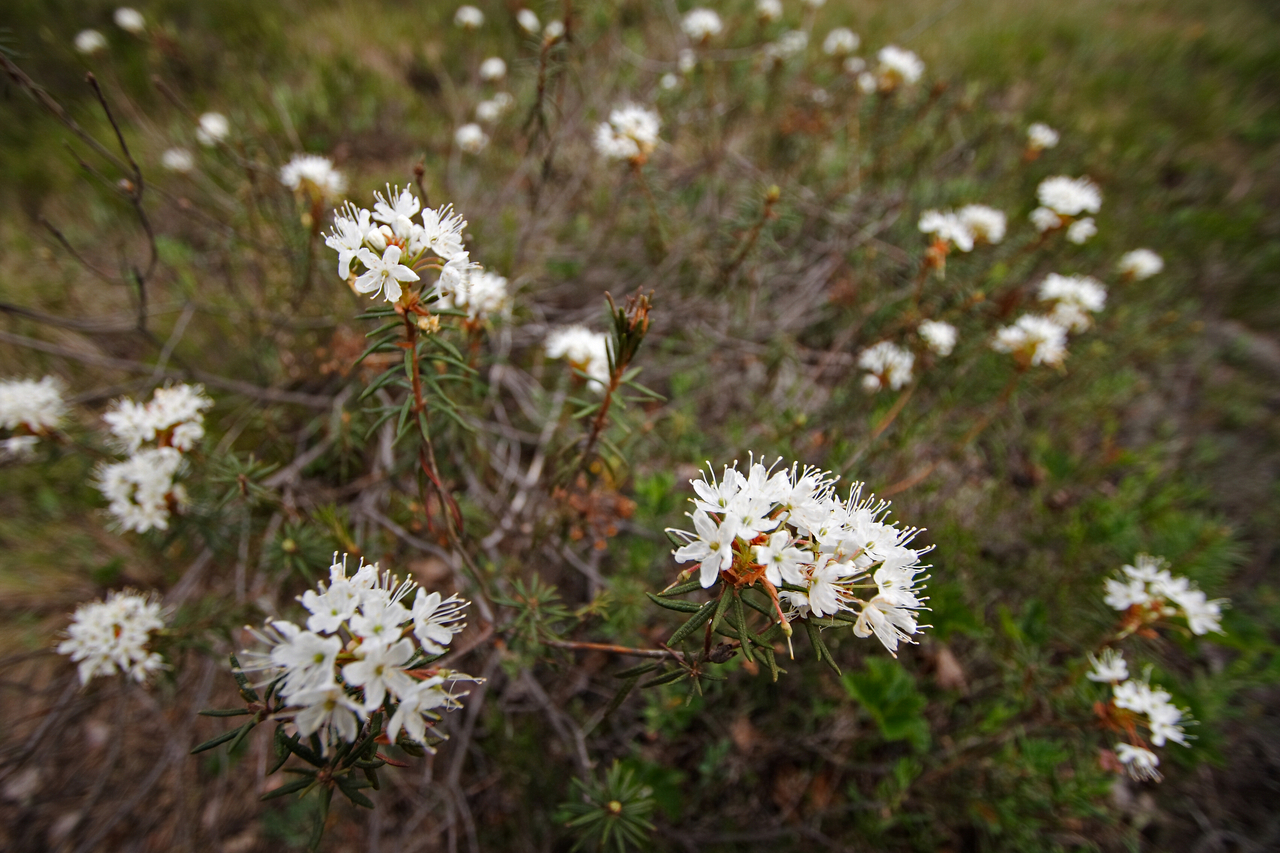
Nhiều loài cây bụi thường xanh được tìm thấy trong đầm lầy toan, như Rhododendron spp..

Đầm lầy toan được nhiều tổ chức chính phủ và bảo tồn công nhận như là một kiểu môi trường sống quan trọng/đặc biệt. Chúng có thể cung cấp môi trường sống cho một số loài động vật có vú như tuần lộc, nai sừng tấm Á-Âu và hải ly, cũng như cho các loài chim lội làm tổ, như sếu Siberia và choắt chân vàng. Vương quốc Liên hiệp Anh trong kế hoạch hành động đa dạng sinh học của mình đã thiết lập các môi trường sống đầm lầy toan như là một ưu tiên trong công tác bảo tồn. Liên bang Nga có một hệ thống bảo tồn rộng lớn tại Bình nguyên Tây Siberia, với cấp bảo hộ cao nhất là các zapovednik (tương tự khu bảo tồn thiên nhiên, IUCN loại IV); Các khu bảo tồn thiên nhiên Gydansky và Yugansky là hai ví dụ nổi bật. Các đầm lầy toan thậm chí còn có các loài côn trùng khác biệt; như các đầm lầy toan ở Anh là quê hương của loài ruồi vàng gọi là ruồi hoàng yến lông (Phaonia jaroschewskii) còn các đầm lầy toan ở Bắc Mỹ là môi trường sống của loài bướm gọi là bướm màu đồng đầm lầy (Lycaena epixanthe). Tại Ireland, thằn lằn đẻ con (Zootoca vivipara), loài động vật bò sát duy nhất đã biết của quốc gia này, sinh sống trong vùng đất đầm lầy toan.

## Các kiểu
Các môi trường sống đầm lầy toan có thể phát triển trong nhiều tình huống khác nhau, phụ thuộc vào khí hậu và địa hình (xem thêm diễn thế sinh thái chuyển tiếp thủy).

### Theo vị trí và nguồn nước
Một cách để phân loại các đầm lầy toan là dựa theo vị trí của chúng trong cảnh quan và nguồn nước của chúng.

#### Đầm lầy toan thung lũng

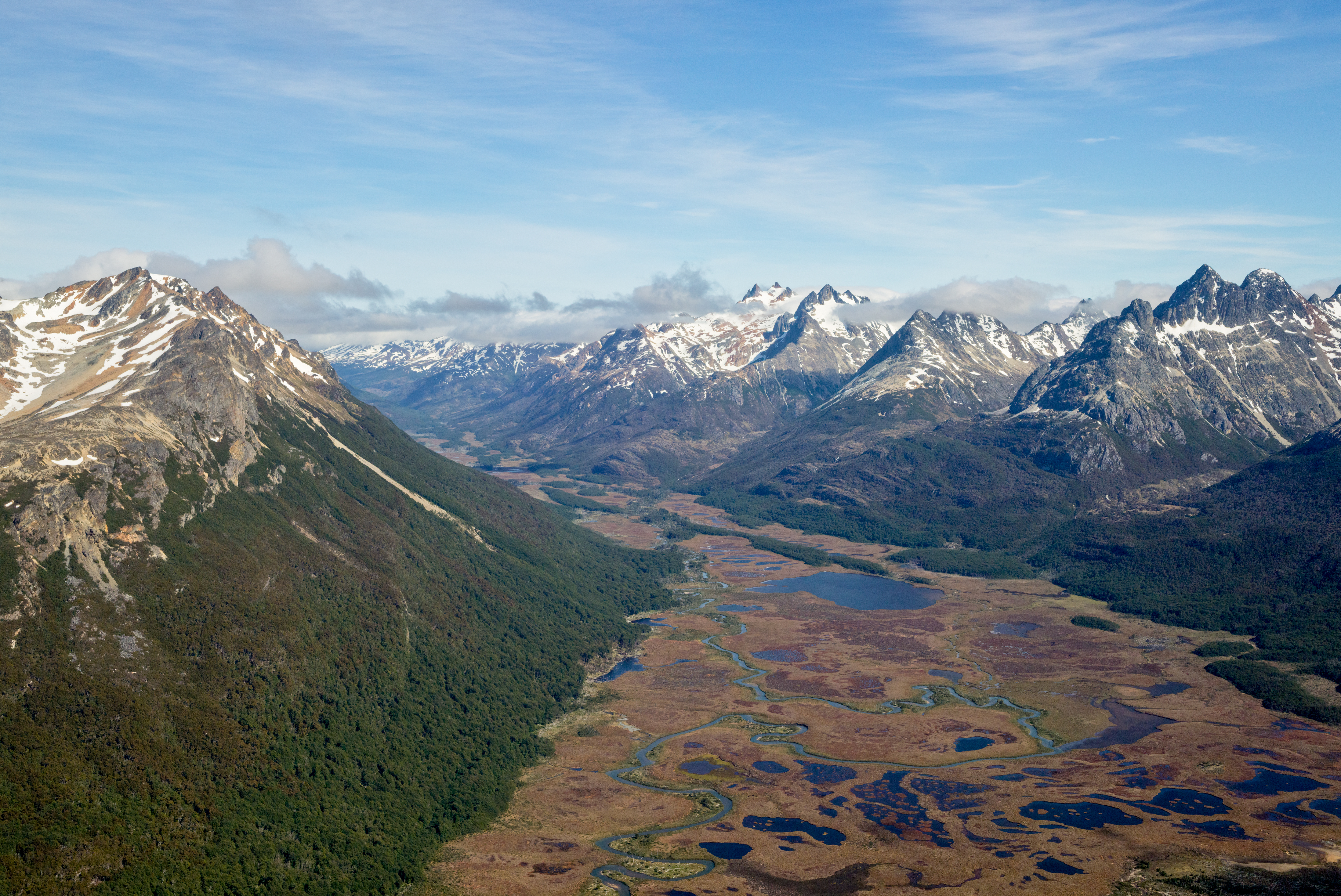
Hình ảnh chụp từ trên cao của các đầm lầy than bùn thung lũng Carbajal, tỉnh Tierra del Fuego, Argentina.

Các đầm lầy toan này phát triển trong các thung lũng hay các chỗ trũng có độ dốc thoai thoải. Một lớp than bùn phủ lấp phần sâu nhất của thung lũng, và một con suối có thể chảy ngang qua bề mặt đầm lầy toan. Các đầm lầy toan thung lũng có thể phát triển trong các điều kiện khí hậu tương đối khô và ấm, nhưng do chúng dựa vào nước ngầm hay nước bề mặt nên chúng chỉ xuất hiện trên các chất nền có tính axit.

#### Đầm lầy toan nơi cao

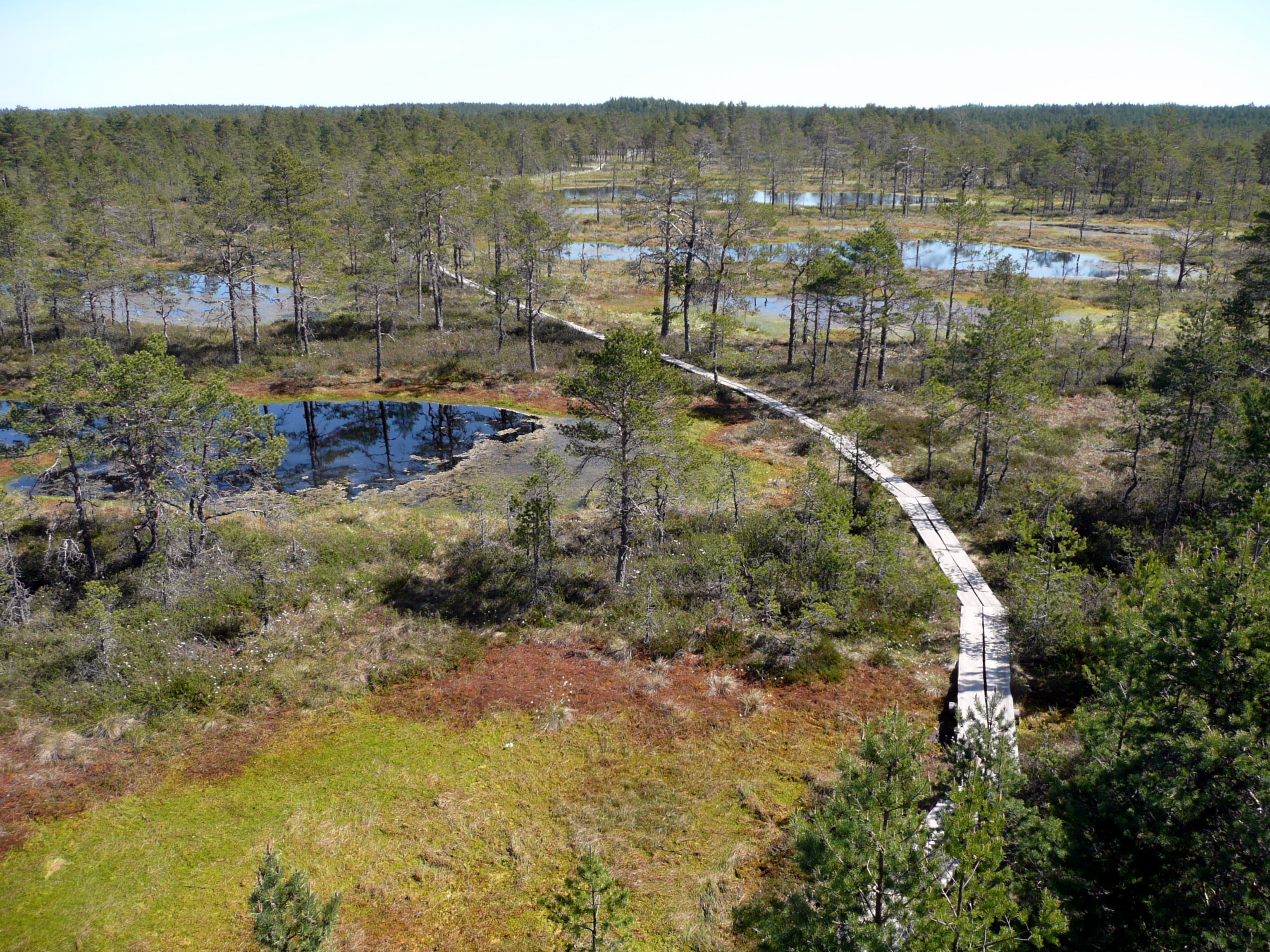
Đầm lầy toan Viru ở Vườn quốc gia Lahemaa, Estonia với nhiều đầm lầy toan nơi cao.

Các đầm lầy toan này phát triển từ hồ hay khu vực đầm lầy cỏ phẳng, trên hoặc là chất nền chua hoặc là chất nền không chua. Trải qua hàng thế kỷ có sự tiến triển từ hồ thông thoáng thành đầm lầy cỏ, rồi tới đầm lầy kiềm (hoặc trên các chất nền chua thành đầm lầy toan thung lũng), rồi thành rừng ngập nước, do bùn hoặc than bùn tích lũy trong hồ. Cuối cùng, than bùn tích tụ tới mức mà bề mặt vùng đất trở thành quá phẳng để nước ngầm hay nước bề mặt tiến tới trung tâm của vùng đất ngập nước. Khu vực này vì thế trở thành vũ dưỡng tổng thể, và các điều kiện chua 
sinh ra cho phép sự phát triển của đầm lầy toan (ngay cả khi chất nền là không chua). Đầm lầy toan tiếp tục tạo ra than bùn và theo dòng thời gian thì một vòm nông của than bùn đầm lầy toan phát triển thành đầm lầy toan nơi cao. Vòm này thông thường cao vài mét ở trung tâm và được bao quanh bởi các dải thực vật đầm lầy kiềm hoặc thảm thực vật đất ngập nước kiểu khác ở các phần rìa hoặc dọc theo các bờ suối nơi nước ngầm có thể thấm vào vùng đất ngập nước này.
Đầm lầy toan nơi cao có thể chia ra thành:
- Đầm lầy toan duyên hải
- Đầm lầy toan cao nguyên
- Đầm lầy toan miền núi
- Đầm lầy toan Kermi
- Đầm lầy toan chuỗi
- Đầm lầy toan Palsa
- Đầm lầy toan đa giác

#### Đầm lầy toan che phủ

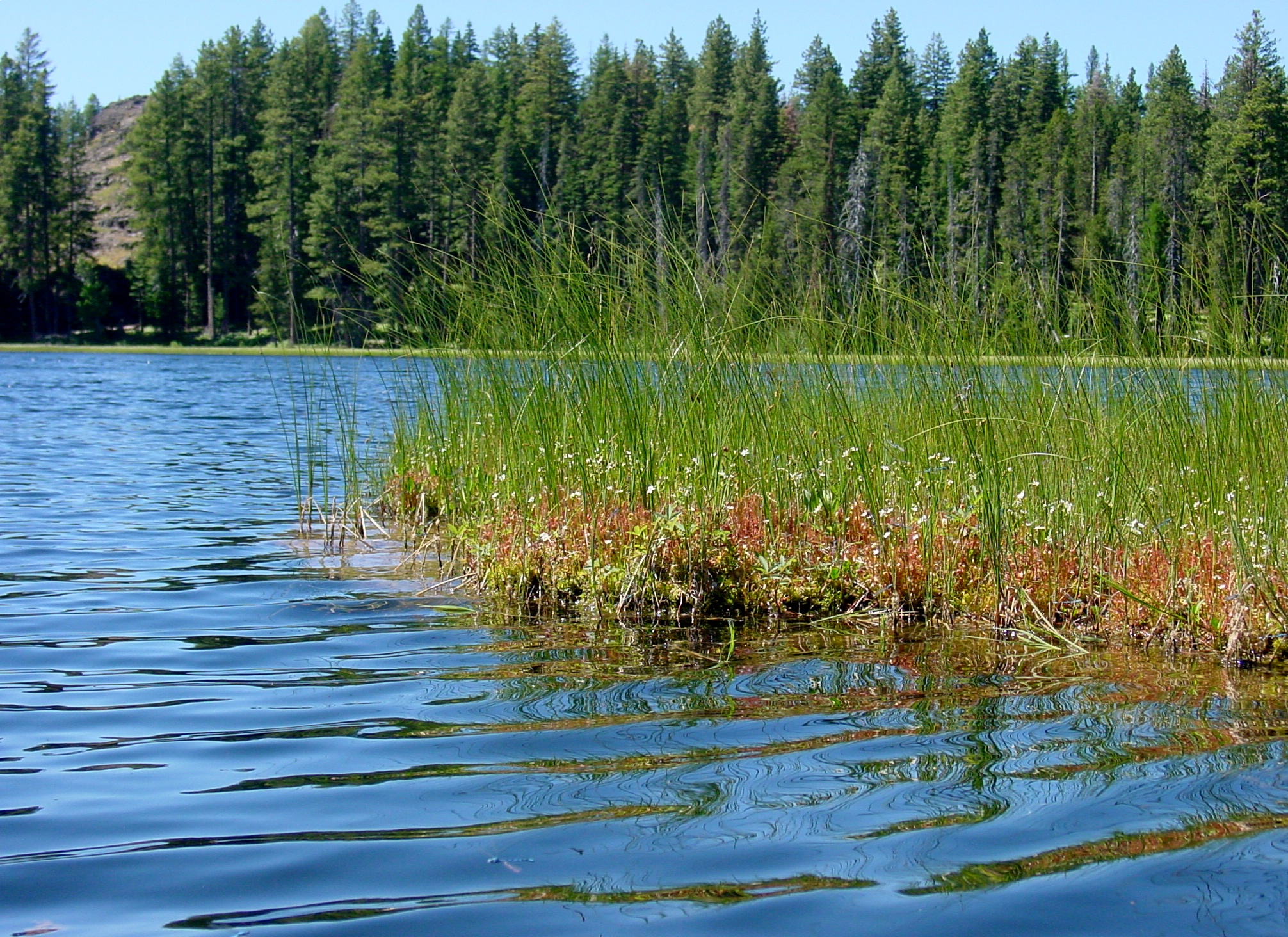
Rêu than bùn và cói có thể tạo ra các thảm trôi nổi dọc theo bờ các hồ nhỏ. Thảm trôi nổi này trong hồ Duck, Oregon cũng hỗ trợ các loài thực vật ăn thịt như gọng vó.

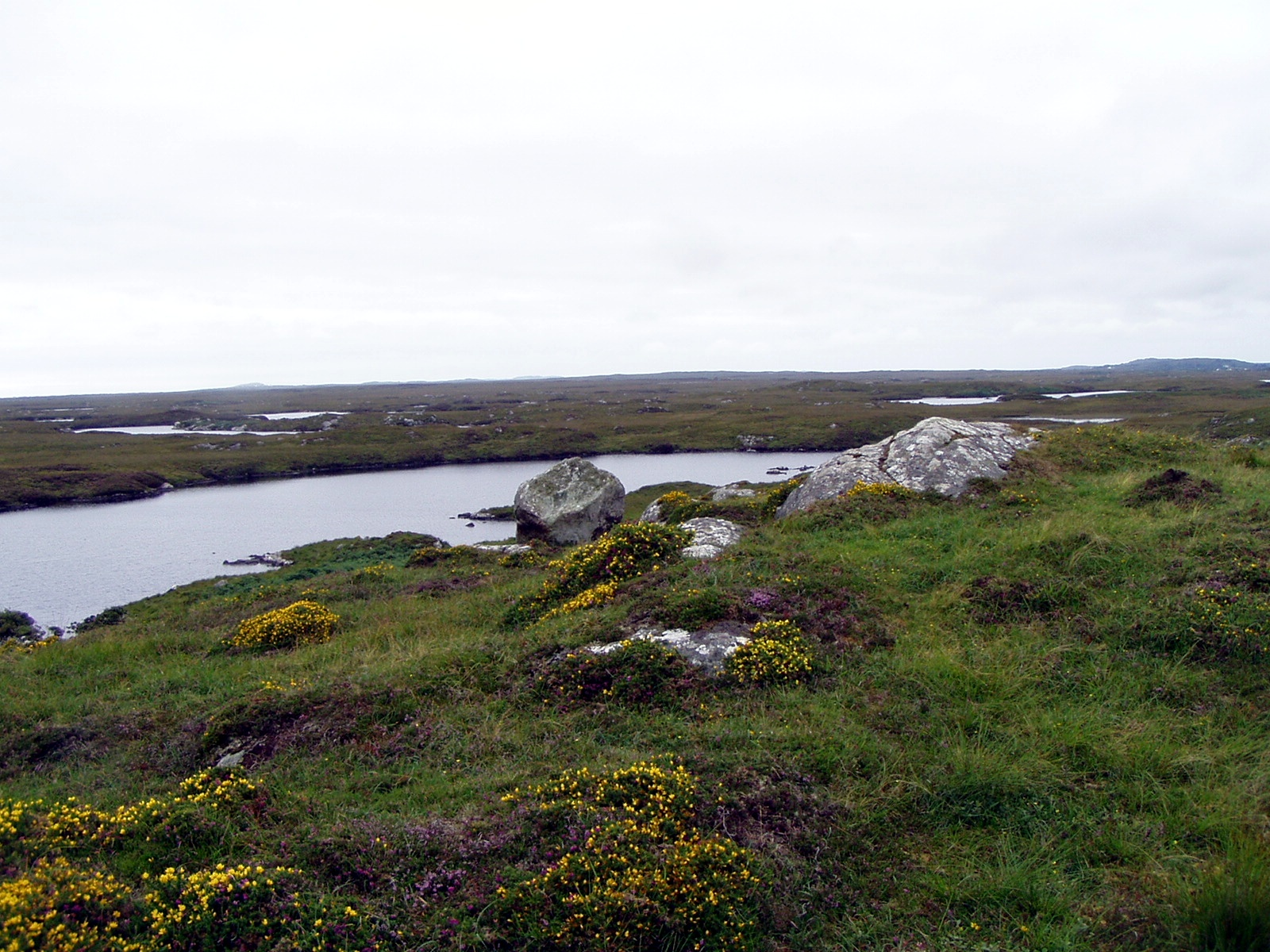
Đầm lầy toan che phủ ở Connemara, Ireland.

Trong các khu vực khí hậu lạnh với lượng mưa cao ổn định (trên khoảng 235 ngày trong năm), bề mặt đất có thể bị ngập nước trong phần lớn thời gian, cung cấp các điều kiện cho sự phát triển của thảm thực vật đầm lầy toan. Trong những hoàn cảnh như vậy, đầm lầy toan phát triển như là một lớp "che phủ" phần lớn mặt đất, bao gồm cả các đỉnh đồi và sườn dốc. Mặc dù đầm lầy toan che phủ là phổ biến hơn trên các chất nền toan, nhưng trong một số điều kiện thì nó cũng có thể phát triển trên các chất nền trung hòa hay thậm chí các chất nền kiềm, nếu như lượng nước mưa axit dồi dào vượt trội so với nước ngầm. Đầm lầy toan che phủ không thể xuất hiện trong các khí hậu khô hơn hay nóng hơn, do dưới các điều kiện này thì các đỉnh đồi và đất sườn dốc là khô quá nhanh để than bùn có thể hình thành – trong các khí hậu trung gian thì đầm lầy toan che phủ có thể chỉ giới hạn trong các khu vực không bị chiếu nắng trực tiếp. Trong các khí hậu cận sông băng thì dạng kiểu mẫu của đầm lầy tan che phủ có thể xuất hiện, được biết đến như là đầm lầy toan chuỗi. Tại châu Âu, các lớp than bùn phần lớn là rất mỏng không có các cấu trúc bề mặt có ý nghĩa này được phân bố trên các ngọn đồi và thung lũng ở Ireland, Scotland, Anh và Na Uy. Tại Bắc Mỹ, đầm lầy toan che phủ xuất hiện chủ yếu tại Canada phía đông vịnh Hudson. Các đầm lầy toan này thường là phẳng lặng dưới ảnh hưởng của nước ngầm. Các đầm lầy toan che phủ không xuất hiện ở phía bắc vĩ độ 65 ở Bắc bán cầu.

#### Đầm lầy toan rung
Đầm lầy toan rung là một dạng đầm lầy toan xuất hiện tại các phần ẩm hơn cả đầm lầy toan thung lũng và đầm lầy toan nơi cao và đôi khi xung quanh các hồ toan (axit). Thảm thực vật đầm lầy toan, chủ yếu là rêu than bùn được neo bằng các loài cói (như cói túi Carex lasiocarpa), tạo thành một mảng trôi nổi với bề dày khoảng nửa mét trên mặt nước hoặc trên đỉnh than bùn rất ướt. Vân sam trắng là phổ biến trong chế độ đầm lầy toan này. Bước đi trên bề mặ làm cho nó chuyển động – các chuyển động lớn hơn có thể gây ra những gợn sóng thấy được trên bề mặt, hoặc thậm chí chúng có thể làm cho các cây gỗ đung đưa. Khi không bị sóng gió xáo trộn thì thảm đầm lầy toan có thể che phủ kín mặt nước. Các đầm lầy toan tại rìa hồ có thể tách ra và tạo thành các đảo trôi nổi.

#### Đầm lầy toan thác nước
Đầm lầy toan thác nước là một cộng đồng sinh thái hiếm được hình thành khi một dòng suối vĩnh cửu chảy qua lớp đá granit trồi lên. Sự che phủ của nước làm cho các rìa đá luôn ẩm ướt mà không xói mòn đất, nhưng ở vị trí bấp bênh này thì không một cây gỗ hay cây bụi lớn nào có thể duy trì được chỗ đứng. Kết quả là một môi trường sống hẹp, ẩm ướt vĩnh viễn.

### Theo hàm lượng chất dinh dưỡng
Các đầm lầy toan cũng có thể phân loại theo hàm lượng chất dinh dưỡng của than bùn.

#### Ưu dưỡng/Phú dưỡng
Đầm lầy toan phú dưỡng, còn gọi là đầm lầy toan khoáng dưỡng, là loại đầm lầy nằm trên đỉnh của than bùn sinh ra từ đầm lầy kiềm. Kết quả là nước của nó giàu chất dinh dưỡng. Chúng được tìm thấy trong khu vực ôn đới. Các đầm lầy kiềm là các ví dụ về loại đầm lầy toan này.

#### Trung dưỡng
Đầm lầy toan trung dưỡng hay đầm lầy than bùn chuyển tiếp chứa lượng vừa phải các chất dinh dưỡng.

#### Bần dưỡng
Đầm lầy toan bần dưỡng xuất hiện ở nơi mà nước ngầm nghèo dinh dưỡng, như trong các vùng đất ngập nước với đất nghèo dinh dưỡng. Chúng xuất hiện theo vài biến thể: đầm lầy toan nơi cao, đầm lầy toan gốc đất (soligenic) và đầm lầy toan che phủ.

## Sử dụng

### Du lịch

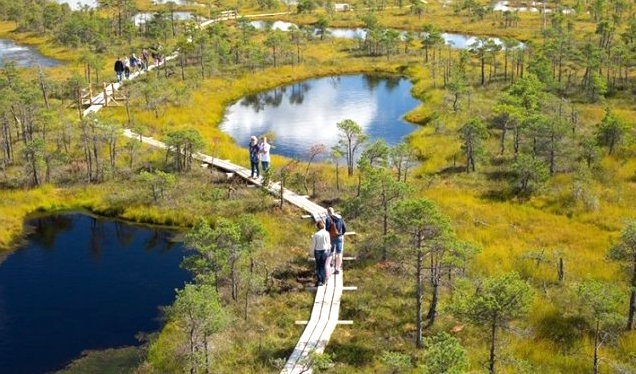
Đầm lầy toan của Vườn quốc gia Ķemeri ở Jūrmala, Latvia, với đường đi bộ bằng ván gỗ.

Đường đi bộ ván gỗ Đầm lầy toan Kemeri Lớn là một điểm du lịch trong Vườn quốc gia Ķemeri ở Jūrmala, Latvia, cho du khách cơ hội khám phá đầm lầy toan này cũng như quần thể sinh vật của nó. Các đường đi bộ bằng ván gỗ dài 1,4 kilômét (0,87 mi) và 3,4 kilômét (2,1 mi) với các bục quan sát được những người chụp ảnh ưa thích để chụp cảnh quan lúc bình minh hay hoàng hôn.

### Công nghiệp

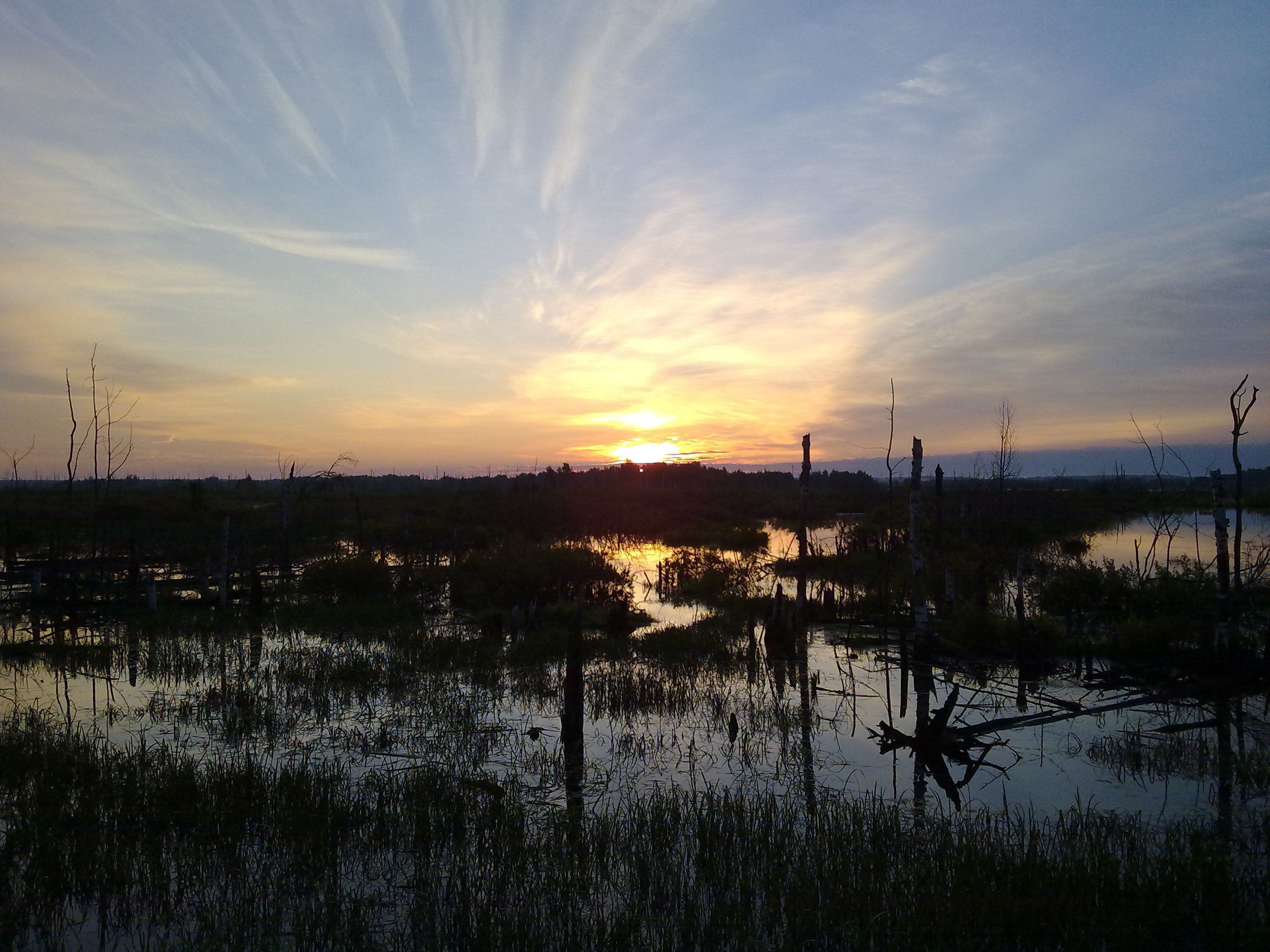
Đầm lầy than bùn Sitniki ở Nga được cày cấy lại sau sử dụng công nghiệp.

Sau khi làm khô, than bùn được sử dụng làm nhiên liệu và nó đã được sử dụng như vậy trong nhiều thế kỷ. Trên 20% nhiệt năng trong gia đình ở Ireland đến từ than bùn. Nó cũng được sử dụng làm nhiên liệu ở Phần Lan, Scotland, Đức và Nga. Liên bang Nga là nhà xuất khẩu than bùn làm nhiên liệu hàng đầu, với trên 90 triệu tấn mỗi năm. Bord na Móna ("ván than bùn") của Ireland là một trong những công ty đầu tiên cơ giới hóa khai thác than bùn, năm 2015 đã thông báo về việc loại bỏ dần hoạt động này.
Sử dụng chính khác của than bùn khô là trong vai trò chất cải tạo đất (được mua bán như là than bùn rêu hay than bùn sphagnum) để làm tăng khả năng giữ ẩm của đất và làm giàu cho đất. Nó cũng được sử dụng trong vai trò của lớp bổi che phủ bề mặt đất. Một số nhà chưng cất rượu, như khu vực sản xuất whisky Islay, sử dụng khói từ đốt than bùn để sấy khô đại mạch sử dụng trong sản xuất whisky Scotland.
Một khi than bùn được moi lên thì rất khó để phục hồi vùng đất ngập nước này, do tích lũy than bùn là một quá trình diễn ra rất chậm. Trên 90% đầm lầy toan ở Anh đã bị hư hại hay phá hủy. Năm 2011 kế hoạch loại trừ than bùn trong các sản phẩm làm vườn đã được chính quyền Anh công bố.

### Sử dụng khác
Than bùn trong các đầm lầy toan là nơi quan trọng để lưu giữ cacbon. Nếu than bùn phân hủy thì cacbon dioxide sẽ được giải phóng vào khí quyển, góp phần vào ấm lên toàn cầu. Các đầm lầy toan không bị xáo trộn vạn hành như là một bể chứa cacbon. Ví dụ, các vùng đất than bùn của Liên Xô cũ được tính toán là có thể loại bỏ tới 52 triệu tấn cacbon mỗi năm từ khí quyển.:41
Các đàm lầy than bùn là quan trọng trong lưu giữ nước ngọt, cụ thể là ở thượng nguồn các con sông lớn. Ví dụ, sông Dương Tử phát nguyên từ vùng đất than bùn Ruoergai gần thượng nguồn của nó ở Tây Tạng.(fig. 13.8)
Các loài việt quất, mâm xôi được thu hái trong tự nhiên xung quanh các đầm lầy toan. Gỗ đầm lầy – loại gỗ bị vùi lấp và được bảo quản trong các đầm lầy, từng được sử dụng trong sản xuất đồ nội thất.
Các đầm lầy rêu than bùn cũng được dùng phục vụ mục đích giải trí ngoài trời, với các hoạt động như du lịch sinh thái và săn bắt. Chẳng hạn, nhiều hành trình chèo xuồng phổ biến ở miền bắc Canada đi qua các khu vực đất than bùn. Một số hoạt động khác, như sử dụng xe cộ mọi địa hình, là đặc biệt nguy hại cho các đầm lầy toan.

## Khảo cổ học
Môi trường kị khí và sự hiện diện của các axit tannic trong các đầm lầy toan là điều kiện tốt để bảo quản vật liệu hữu cơ. Các tìm kiếm những vật liệu như vậy đã được thực hiện tại Đan Mạch, Đức, Ireland, Nga, Anh. Một số đầm lầy toan đã bảo quản gỗ đầm lầy như các khúc gỗ sồi hữu ích trong niên đại học vòng cây, và họ cũng đã tìm thấy các di thể đầm lầy được bảo quản rất tốt, với tóc, nội tạng và da còn nguyên vẹn, đã bị vùi lấp tại đó hàng nghìn năm trước dường như là từ các buổi lễ hiến tế người của người German và Celt. Các mẫu di thể người được bảo quản tốt có thể kể tới người đàn bà Haraldskær và người đàn ông Tollund ở Đan Mạch, và người đàn ông Lindow tìm thấy ở Lindow Common tại Anh. Tại Céide Fields ở hạt Mayo thuộc Ireland, một cảnh quan nông nghiệp đồ đá mới 5.000 năm tuổi đã được tìm thấy, được bảo quản dưới một đầm lầy toan che phủ, trọn vẹn với các bức tường trên đồng và các chỗ dựng lều bạt. Một loại cổ vật được tìm thấy trong các loại đầm lầy toan khác nhau là bơ đầm lầy – các khối chất béo lớn, thường là đựng trong các đồ chứa bằng gỗ. Chúng được coi là thực phẩm tích trữ, bao gồm cả bơ lẫn mỡ.

## Thư viện ảnh

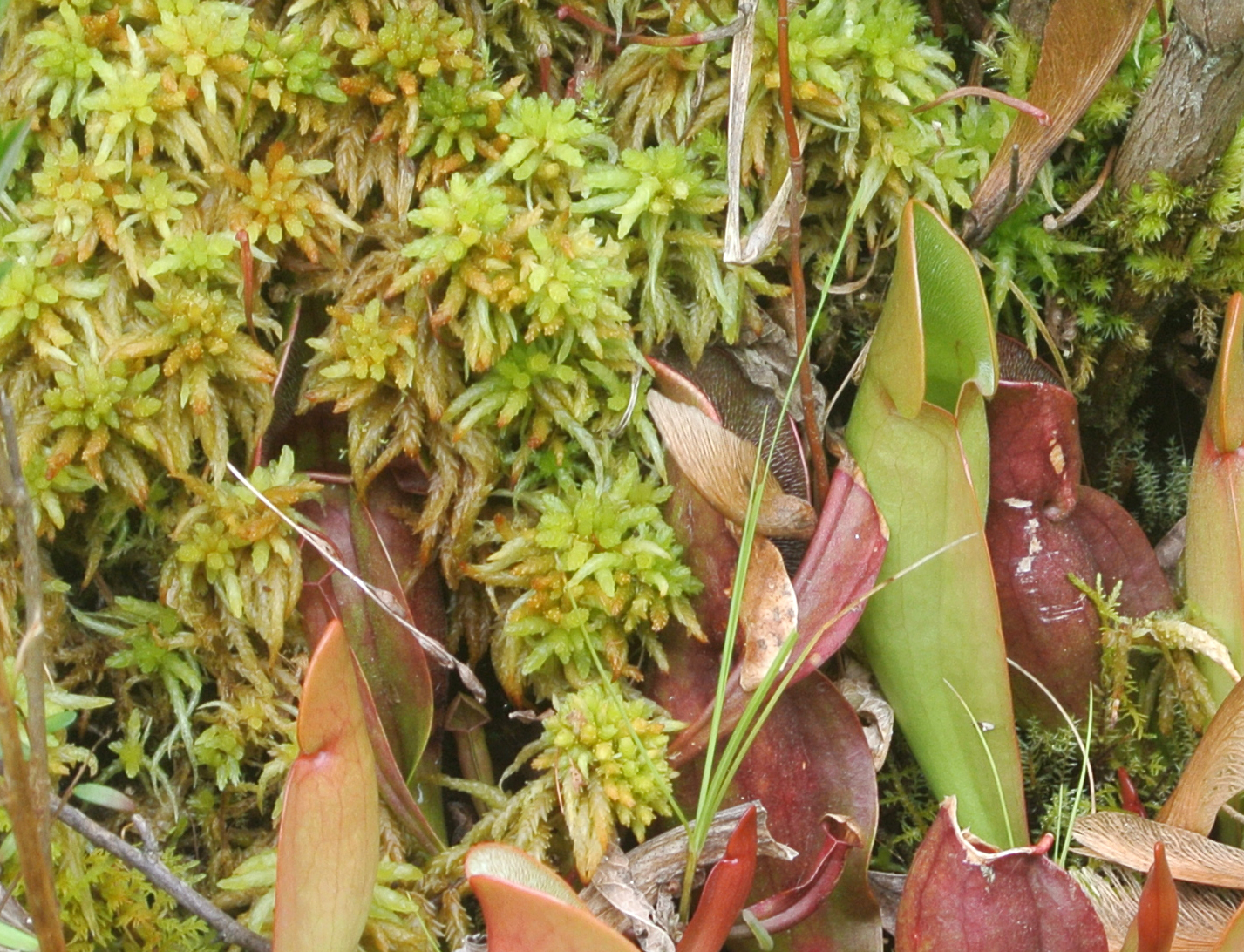
Sphagnum với nắp ấm tía tại Đầm lầy hồ Brown, Ohio.
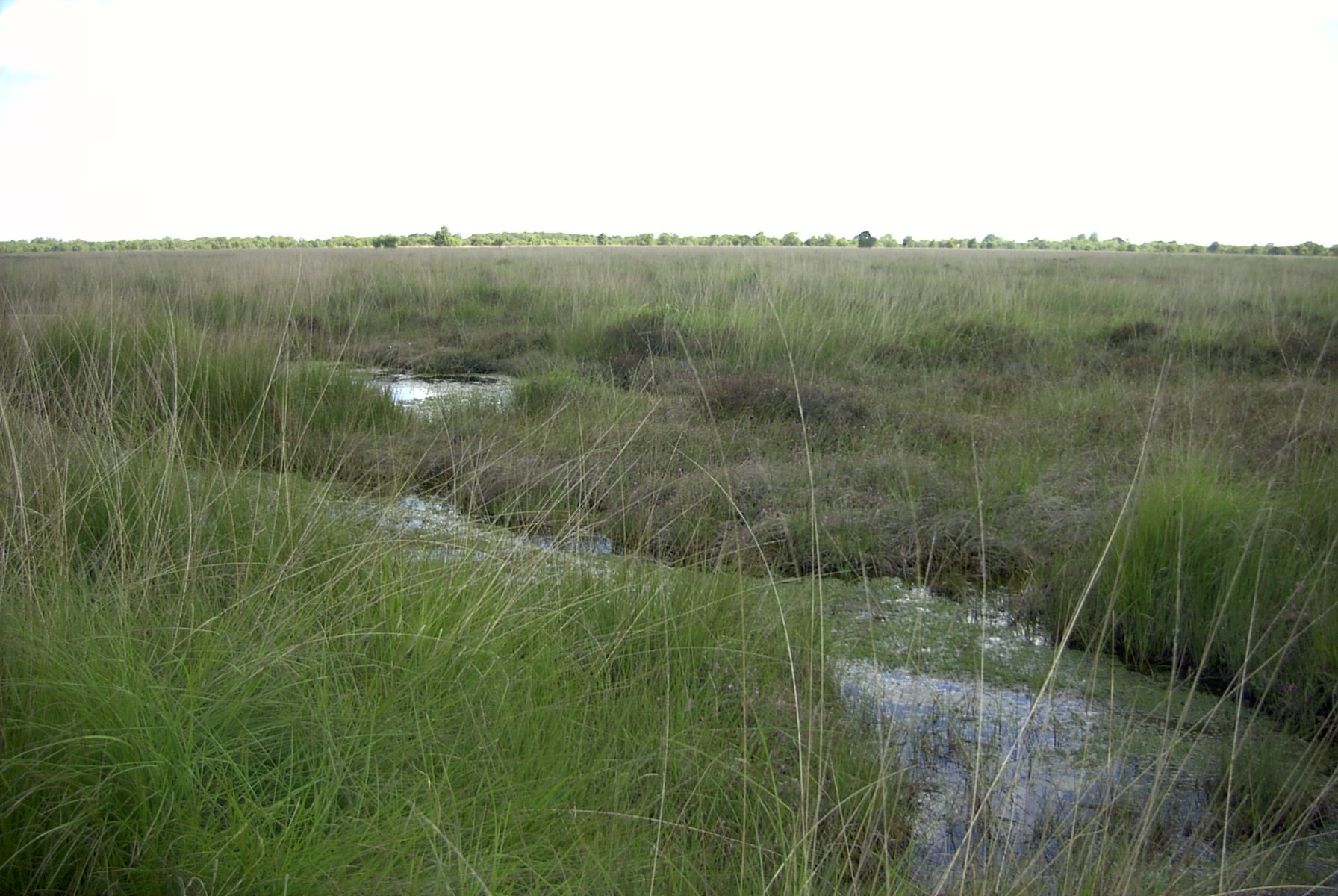
Đầm lầy toan, Ostfriesland
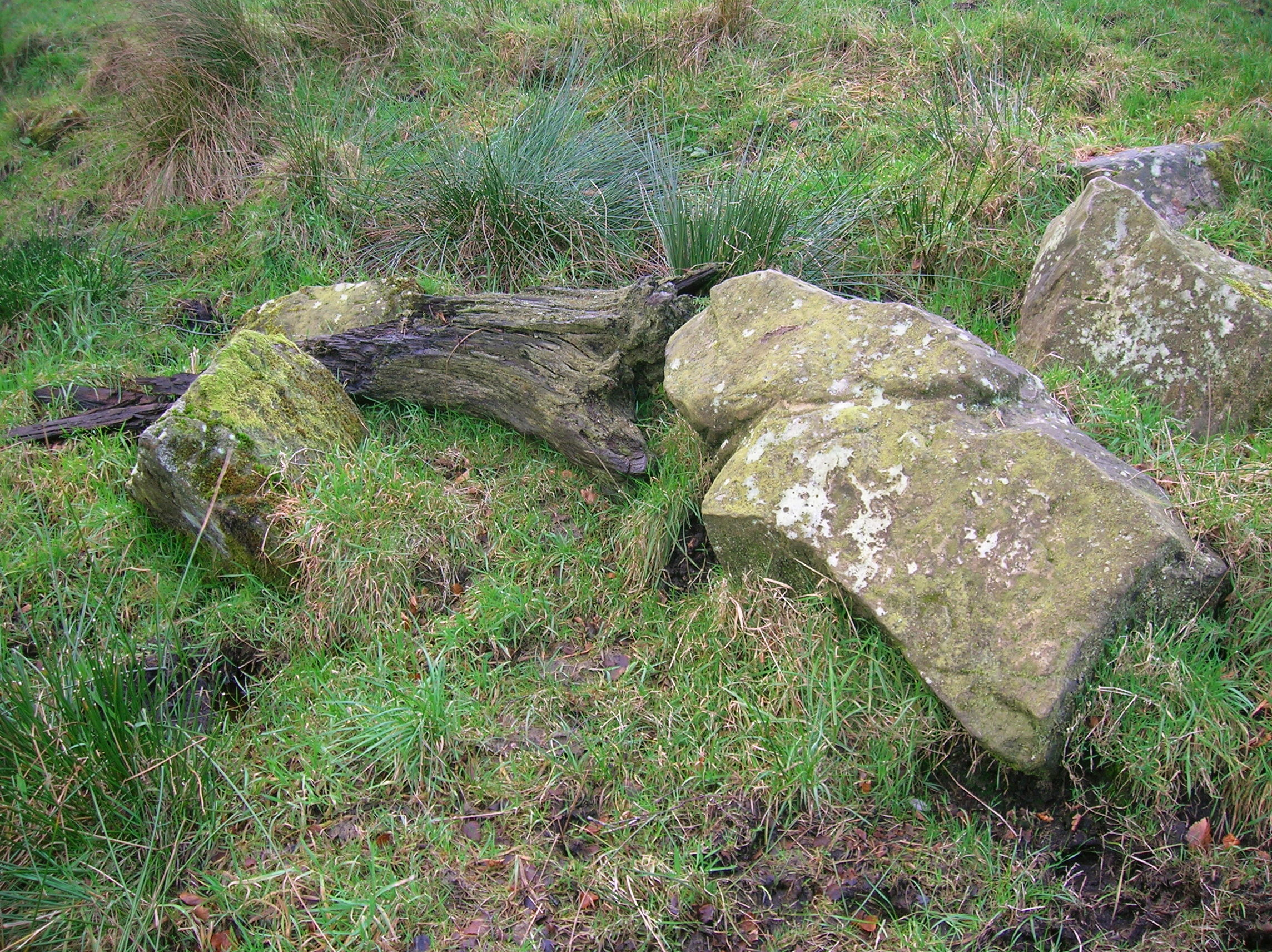
Gỗ đầm lầy và các tảng đá lăn tại Stumpy Knowe gần Auchentiber, Ayrshire, Scotland.
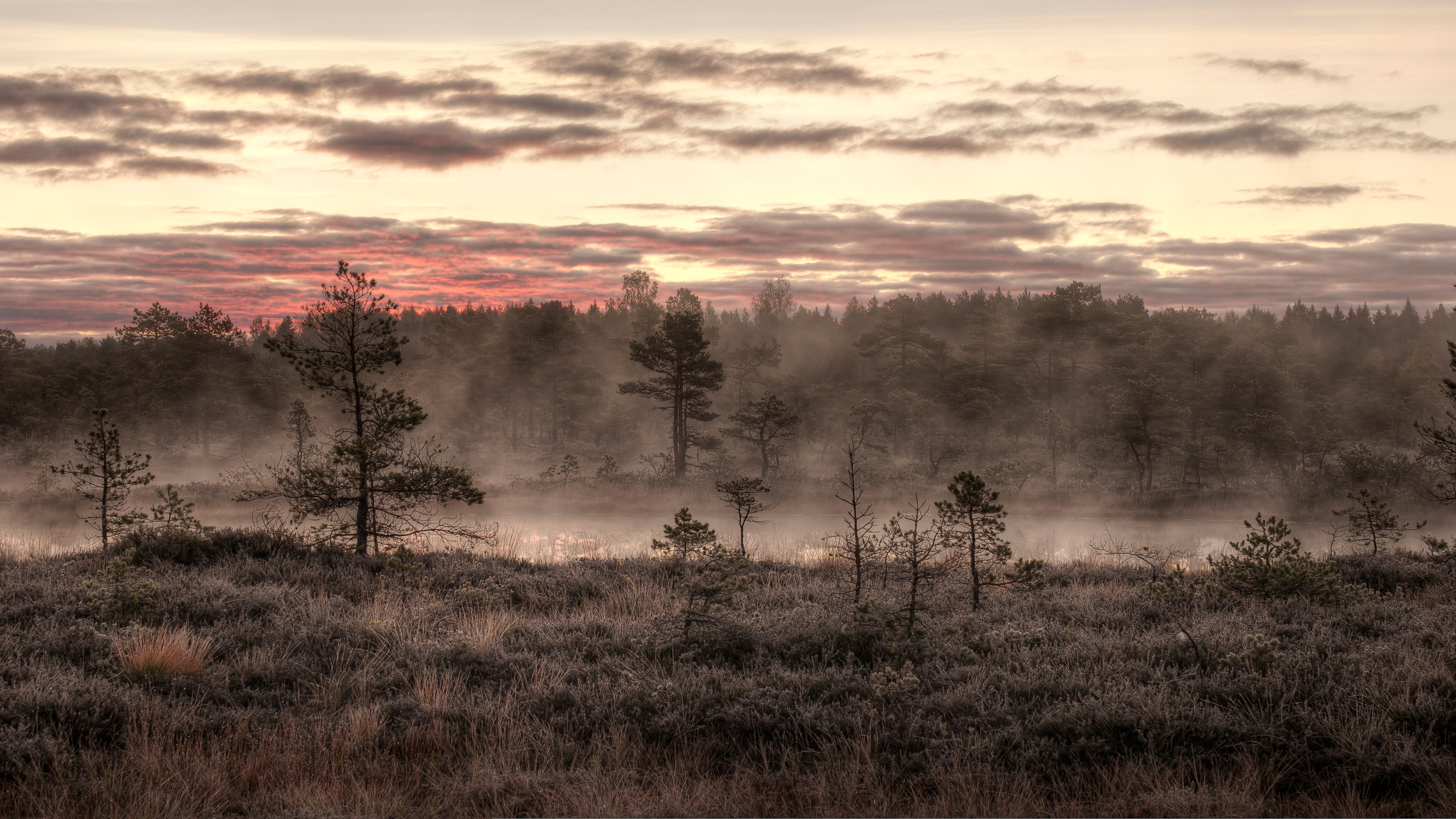
Đầm lầy toan trong sương mù buổi sáng tháng 10 tại Mukri, Estonia.